# Laura Steinbach
Pour les articles homonymes, voir Steinbach.
Laura Steinbach, née le 2 août 1985 à Hombourg (Sarre), est une handballeuse allemande.

## Biographie
Elle est la fille de Klaus Steinbach et la nièce d'Angela Steinbach, tous deux nageurs médaillés olympiques. Elle est en couple avec le joueur espagnol des Füchse Berlin Iker Romero.

## Club
- TSV Urach : avant 2000
- TuS Metzingen : de 2000 à 2005
- DJK/MJC Trier : de 2005 à 2007
- Bayer 04 Leverkusen : de 2007 à 2013[4]
- Ferencvárosi TC Budapest : d'août à octobre 2013[2]
- Füchse Berlin : d'octobre 2013 à 2015
- CB Zuazo : depuis 2015

## Palmarès

### En club
- Coupe d'Allemagne : 2010

### En équipe nationale
Jeux olympiques
- 11e place aux Jeux olympiques 2008

Championnats du monde
- 7e place au Championnat du monde 2009
- 7e place au Championnat du monde 2013

Championnats d'Europe
- 4e place au Championnat d'Europe 2008
- e place au Championnat d'Europe 2010
- 7e place au Championnat d'Europe 2012
- 10e place au Championnat d'Europe 2014

Compétitions junior et jeunes
- 7e place au Championnat d'Europe junior 2004
- 12e place au Championnat d'Europe jeunes 2003